# 陳嘉桓
陳嘉桓（英語：Rose Chan Ka-woon，1992年11月8日—），香港女演員及模特兒，為葉準徒孫、冼國林徒弟及杜宇航師妹。因為曾經參與演出《葉問前傳》而留下了「打女」形象。

## 生平
陳嘉桓自小父母離異，其經理人陳瑰霖（原名陳苑思，洋名Ronnie）是其親母，於16歲時將她誕下，後移居加拿大，至陳嘉桓12歲時與她相認。陳嘉桓有兩名弟弟，二弟自小與她相依為命，從小被寄養於姨婆家中，而幼弟是同母異父所生，2015年出生。她父親為2011年時38歲的陳積奇（陳英傑）。

## 電視節目
- 2009年《美女廚房》
- 2011年《變身男女Chok Chok Chok》
- 2015年《超強選擇1分鐘》
- 2016年《我愛香港》
- 2017年《瘋狂夏水禮2017》
- 2018年《大玩特玩》
- 2018年《美女廚房》
- 2019年《第38屆香港電影金像獎》（32位主持之一）

## 電影
- 2009年《撲克王》 飾 卓一秘書
- 2010年《葉問前傳》 飾 李美慧
- 2011年《人約離婚后》 飾 欣
- 2011年《猛鬼愛情故事》 飾 Mindy
- 2013年《兜售回憶》（微電影）
- 2013年《笑功震武林》飾 方欣
- 2014年《男人唔可以窮》 飾 Yoyo
- 2014年《販賣愛》 飾 Tiffany
- 2016年《辣警霸王花》 飾 嘉桓
- 2017年《我要發達》 飾 陳小姐
- 2017年《我們的6E班》
- 2019年《超能含片》(網絡電影)
- 2021年《行運掃把星》(網絡電影)

## 網絡劇／電視劇
- 2017年：《反黑》 飾 湯希汶
- 2018年：《守護神之保險調查》 飾 Tiffany
- 2020年：《法證先鋒IV》 飾 模特兒
- 2020年：《熟女強人》 飾 魏綺琴

## 歌曲
- 2010年 相思 (《葉問前傳》插曲)

## 比賽成績
- 香港公開武術錦標賽銀牌

## 懷疑被非禮案件
於2011年11月，陳嘉桓揚言被兩名香港演員——馬德鐘及陳浩民非禮，此事成為香港傳媒焦點，中國內地媒體質疑其炒作。事後馬德鐘發表嚴正聲明澄清并證實沒有非禮且保留追究法律責任，陳浩民召開記者會道歉。11月26日其師傅冼國林開記者會為馬德鐘澄清罪名，12月1日被內地男演員劉朔指證蓄意炒作。

## 外部連結
- 陳嘉桓的Facebook專頁
- 陳嘉桓的新浪微博
- 陳嘉桓的Instagram帳戶
- 陳嘉桓在香港影庫上的簡介
- YouTube上的陳嘉桓頻道